# Carles Batlle i Jordà
Pour les articles homonymes, voir Batlle et Jorda.
 (février 2021).
La mise en forme du texte ne suit pas les recommandations de Wikipédia : il faut le « wikifier ».
Les points d'amélioration suivants sont les cas les plus fréquents. Le détail des points à revoir est peut-être précisé sur la page de discussion.
- Les titres sont pré-formatés par le logiciel. Ils ne sont ni en capitales, ni en gras.
- Le texte ne doit pas être écrit en capitales (les noms de famille non plus), ni en gras, ni en italique, ni en « petit »…
- Le gras n'est utilisé que pour surligner le titre de l'article dans l'introduction, une seule fois.
- L'italique est rarement utilisé : mots en langue étrangère, titres d'œuvres, noms de bateaux, etc.
- Les citations ne sont pas en italique mais en corps de texte normal. Elles sont entourées par des guillemets français : « et ».
- Les listes à puces sont à éviter, des paragraphes rédigés étant largement préférés. Les tableaux sont à réserver à la présentation de données structurées (résultats, etc.).
- Les appels de note de bas de page (petits chiffres en exposant, introduits par l'outil «  Source ») sont à placer entre la fin de phrase et le point final[comme ça].
- Les liens internes (vers d'autres articles de Wikipédia) sont à choisir avec parcimonie. Créez des liens vers des articles approfondissant le sujet. Les termes génériques sans rapport avec le sujet sont à éviter, ainsi que les répétitions de liens vers un même terme.
- Les liens externes sont à placer uniquement dans une section « Liens externes », à la fin de l'article. Ces liens sont à choisir avec parcimonie suivant les règles définies. Si un lien sert de source à l'article, son insertion dans le texte est à faire par les notes de bas de page.
- La présentation des références doit suivre les conventions bibliographiques. Il est recommandé d'utiliser les modèles {{Ouvrage}}, {{Chapitre}}, {{Article}}, {{Lien web}} et/ou {{Bibliographie}}. Le mode d'édition visuel peut mettre en forme automatiquement les références.
- Insérer une infobox (cadre d'informations à droite) n'est pas obligatoire pour parachever la mise en page.

Pour une aide détaillée, merci de consulter Aide:Wikification.
Si vous pensez que ces points ont été résolus, vous pouvez retirer ce bandeau et améliorer la mise en forme d'un autre article.
 (mai 2021).
Le contenu est difficilement compréhensible vu les erreurs de traduction, qui sont peut-être dues à l'utilisation d'un logiciel de traduction automatique.
Carles Batlle est né en 1963 à Barcelone. C'est un dramaturge, romancier, essayiste, professeur et traducteur qui, tout au long de sa carrière, a su combiner avec succès les facettes de créateur et chercheur et de théoricien du théâtre. Son travail historiographique sur Adrià Gual (ca) est devenu une étape importante dans la compréhension d'un moment clé du théâtre catalan au XXe siècle. En tant que théoricien, il a fait des contributions précoces au théâtre catalan et espagnol sur les dernières tendances de la « textualité théâtrale », très attentif à ses manifestations à la fois dans le théâtre étranger et catalan, et a largement étudié les phénomènes de la rhapsodie, du théâtre postdramatique et du « drame relatif », dont la formulation l'a placé au centre de la polémique. En rupture avec le drame conventionnel, Carles Batlle développe une écriture permettant d’aborder l’actualité vivante sans céder pour autant au pseudo-réalisme d’un « théâtre-réalité ». Dans son œuvre, la forme dramatique —vouée non point à l’imitation des apparences mais à la quête de vérité— est constamment déconstruite pour faire émerger une théâtralité labile et mouvante, d’autant plus humaine qu’elle se situe à la croisée du politique et de l’intime. En 1994, il fait son début comme auteur avec Sara i Eleonora, et à partir de là, il développe en parallèle ses trajectoires théoriques et créatives ; son travail théorique et de recherche a toujours été lié à sa production en tant qu'auteur.
Batlle a expérimenté les prémisses du drame contemporain en créant des pièces fragmentées et polyphoniques, en juxtaposant réalité et fiction et en explorant le perspectivisme. Tout au long de sa carrière, Batlle a travaillé sur le drame de l'abstraction et de l'exploration formelle à son aspect le plus profondément enraciné dans le présent, avec l'identité postmoderne fonctionnant comme un fil conducteur. Il a occupé une place de choix dans l'apogée de la paternité catalane à la fin du XXIe siècle articulé autour de la Sala Beckett (ca).

## Biographie
Carles Batlle est considéré comme l’une des figures majeures de la dramaturgie catalane apparue dans les années 1990, aussi bien par ses réflexions théoriques que par son œuvre théâtrale. Il a écrit, parmi d'autres, Sara i Eleonora, Combat, Les Veus de Iambu, Suite, Oasi, Bizerta 1939, Temptació, Trànsits, Oblidar Barcelona et Zoom. Batlle a également adapté pour la scène La Barca Nova d'Ignasi Iglésias et traduit en catalan Le cas Gaspard Meyer de Jean-Yves Picq, Mariage de David Lescot et Roaming Monde de Joseph Danan.
Tentation, est mise en scène au Teatre Nacional de Catalunya et au Burgtheater de Vienne en 2004 (elle a également vu le jour en France, Allemagne, Italie et Turquie ; la pièce a été traduite et publiée en une dizaine de langues); Combat (1995-98) a été mise en scène dans plusieurs pays d'Europe et d'Amérique (également publiée en castillan, allemand, anglais et français); Suite (1999, prix de la SGAE, publiée en castillan, français et italien), ou Oasis (2001, prix Recull, également publiée en français et prix à la meilleure traduction à l'allemand au Festival de l'Stadt Theater de Bremen en 2004). Trànsits a été mise en scène à la Sala Beckett (ca) de Barcelone en octobre 2007. Une lecture a eu lieu à Frankfurt (Foire du livre 2007) et la version allemande a été publiée chez Merlin Verlag (2007). Elle compte aussi avec une édition italienne (Gran Via, 2008) et française (Éditions Théâtrales, 2008). L'année 2009 a été jouée à Santiago de Chili, mise en scène Christian Keim.
En français, Combat a été mis en scène en 2001 par Nicolas Steil (Luxembourg) et, en 2005 (Montréal), par Geneviève L. Blais ; Oasis a été mise en espace en 2003 par Agathe Alexis au Théâtre du Chaudron (Cartoucherie). Tentation a été mise en espace par Susana Lastreto au Théâtre de l'Atalante en 2005, créée en français au Théâtre du Saucy de Metz, au Théâtre du Moulin de Toul et au Théâtre de Lunéville, avril 2006, par Jean de Pange. Et aussi présentée à la Mousson d'été 2009, mise en espace de David Bobée et au Théâtre de Quat'Sous à Montréal, septembre 2009, mise en espace Martin Faucher.
Carles Batlle est directeur de la revue théâtrale Pausa. Il a dirigé l'Obrador Internacional de Dramaturgia, espace d'expérimentation et de création abrité par la Sala Beckett (ca) de Barcelone, entre le 2003 et le 2009. Entre 1998 et 2005, il a été membre du Consell Assessor du Teatre Nacional de Catalunya. En 2003 et 2004 il a été dramaturge résident au TNC. En 2003, sa pièce Versuchung est mise en espace au Stückemarkt de Berlin. Professeur d'écriture et de littérature dramatique à l'Institut del Teatre de Barcelone et à l'Université autonome de Barcelone.

## Théâtre
- Sara i Eleonora[6]
- Les veus de Iambu[7]
- Combat[8]
- Miss Puta Espiritual 2000[9]
- Suite[10]
- Bizerta 1939[11]
- Oasi[12]
- La pilota i la formiga[13]
- Nits a Basora[14]
- Temptació[15] ; où il s'aborde la question on ne peut plus cruciale du phénomène de l’immigration dans le monde occidental pour mettre en lumière les scandaleuses inégalités entre un Nord opulent et un Sud paupérisé. Les personnages sont confrontés à leurs pulsions les plus noires de sorte que la pièce explore la complexité du rapport à l’Autre[2].
- Trànsits[16] ; Carles Batlle évoque la crise identitaire qui caractérise notre époque postmoderne. Construite à la manière d’un patchwork donnant à entendre les pensées les plus intimes de personnages en transit, l’œuvre pose la question de l’identité et de la mémoire, évoquant ainsi les contradictions d’une Europe hésitant entre conflit et réconciliation[2].
- Oblidar Barcelona[17] ; La problématique de l’identité individuelle et collective, thème central du théâtre de Carles Batlle, réapparaît aussi dans Oublier Barcelone (2008), pièce pour laquelle il reçoit le Prix Born. L’œuvre interroge les représentations socioculturelles d’une ville vouée à l’amnésie collective, où erre une faune de personnages désenchantés, incapables de se projeter en un espace urbain dominé par la dénégation et le mensonge. Dans cette pièce à la fois rhapsodique et polyphonique, le décor s’érige en personnage pour rendre compte de la mutation identitaire que connaît aujourd’hui le monde occidental[2].
- Zoom[18]
- Efecte Fournier (jocs de cartes)[19]
- Perseu[20]
- Still life (Monroe-Lamarr)[21]
- Teatre reunit. Carles Batlle (1995-2019)[22]
- Nòmades (o El Camell Blau)[23]

## Dramaturgie
- Pedro Almodóvar : Jo, Patty Diphusa [adatation dramaturgique avec Mariona Anglada]. Centre Dramàtic del Vallès, 1993.
- Àngel Guimerà : La festa del blat [adaptation dramaturgique]. Centre Dramàtic de la Generalitat de Catalunya, 1996.
- Ignasi Iglésias i Pujadas (ca) : La barca nova [adaptation dramaturgique]. Barcelone: Teatre Nacional de Catalunya/Proa, 2000. (Œuvre représentée au Teatre Nacional de Catalunya, temporada 1999-2000 ; dir. Joan Castells)
- ÖZSOY GÜLAN, Yeşim: Històries d'Instanbul. A contrapeu. [adaptation dramaturgique ; avec le support de la traduction de Yldiray Ileri]. (Lecture dramatisée à Quars Teatre, Barcelone, 2015. Direction de Joan Arqué) La première a été donnée au Teatre Lliure (Espai Lliure) / Festival Grec, pendant la saison 2017-2018.
- RUYRA, Joaquim: Un ram de mar [adaptation dramaturgique avec Pep Paré]. (Œuvre représentée au Teatre Nacional de Catalunya, temporada 2004-2005 ; dir. Joan Castells)
- VIRTANEN, Harry: Nyam-Nyam [adaptation dramaturgique]. Centre Dramàtic del Vallès, 1994.

## Roman
- Kàrvadan. La llegenda de l'impostor. Barcelone : La Galera, col. Kimera, 2012[24].
- Kàrvadan. Sota l'ombra del drac de pedra. Barcelone : La Galera, col. Kimera, 2014[25].
- Kàrvadan. De la sang dels blaus. Olot: Llibres de Batet, 2016[26].

## Critique littéraire
- Adrià Gual: mitja vida de modernisme [avec Jordi Coca y Isidre Bravo]. Barcelone : Àmbit, 1992.
- Adrià Gual (1891-1902): per a un teatre simbolista. Barcelone : Publications de l'Abadia de Montserrat / Institut del Teatre, 2001.
- La representació teatral [coord. Enric Gallén et Francesc Foguet]. Barcelone : UOC, 2003.
- Teoria escènica d'Adrià Gual [eds. Carles Batlle y Enric Gallén]. Barcelone : Punctum/Institut del Teatre, 2016.
- Teoria escènica d'Adrià Gual [eds. Carles Batlle y Enric Gallén]. Madrid, ADE/Institut del Teatre, 2016. [eds. Carles Batlle y Enric Gallén]. Madrid, ADE/Institut del Teatre, 2016.
- El drama intempestivo (Por una escritura dramática "contemporanea"). Mexique, Paso de Gato/ Institut del Teatre, 2020. (Prologues de José Sanchis Sinisterra, Davide Carnevali et Gino Luque).
- El drama intempestiu (Per una escriptura dramàtica "contemporània"). Barcelone, Institut del Teatre / Angle, 2020. (Prologues de José Sanchis Sinisterra et Davide Carnevali).
- Prólogos y postfacios[27]
- Conversaciones con autores[28]
- Artículos (selección de los más representativos desde 1997)[29]

## Traductions
- Joseph Danan : Roaming monde.
- Marie Dilasser : Paisatge interior brut.
- David Lescot : Matrimoni.
- David Lescot : Un home en fallida.
- ÖZSOY, Yeşim : Històries d'Istanbul. A Contrapeu [con el respaldo de la traducción de Yldiray Ileri].
- PICQ, Jean-Ives i Jeannine Worms : El cas Gaspard Meyer. Barcelona: RE&MA, col. En Cartell, núm. 4, 2002.
- Frédéric Sonntag : George Kaplan.

## Travaux publics en ligne
- "La segmentació del text dramàtic contemporani (un procés per a l'anàlisi i la creació)", dans Estudis escènics. Barcelone, Institut del Teatre, núm.33-34, hiver 2008.
- "Apunts sobre la pulsió rapsòdica en el drama contemporani", postfaci à Jean Pierre Sarrazac (ed.) : Léxique du drame moderne et contemporain. Barcelone, Institut del Teatre, 2008.
- “Model, partitura i material en l’escriptura dramàtica contemporània: una solució”, dans Drama contemporani: renaixença o extinció, París, Université Paris-Sorbonne, Institut del Teatre, UPF, 2016.
- ”Estudi introductori” avec Enric Gallén a Adrià Gual: Teoria escènica, Barcelone, Punctum/ Institut del Teatre, 2016.
- Introducció a Henrik Ibsen: Casa de nines, Barcelone, Edicions 62, 2011.
- "El còmic: una dramatúrgia mestissa", dans Estudis escènics. Barcelone : Institut del Teatre, núm. 39-40, hiver 2013.

### Interviews
- "Conversazione con Carles Batlle", dins Suite. Firenze: Alinea Editrice, 2004
- Katrin Michaels: Theater der Zeit, 2004
- Carles Batlle im Gespräch mit der Dramaturgin Anna Haas. Tübingen, 2005
- Carles Batlle im Gespräch mit Lilli Nitsche. Leipziger Buchmesse statt. © MERLIN VERLAG, Gifkendorf 2007
- Lilli Nitsche: Merlin Verlag. Fira del llibre de Leipzig, 2007
- Josep M. Miró: Pausa, núm. 27, juliol 2007
- Alba Tor entrevista Carles Batlle a Quimera, 2018

### Articles
- Les articles les plus remarquables.